# Inadaptados
Inadaptados es el primer álbum del grupo vasco de rock Cicatriz.
Para muchos, uno de los discos clave para entender lo que fue la explosión del llamado Rock Radical Vasco (etiqueta con la que, pese a que ellos siempre se desvincularon, siempre se les asoció), y uno de los discos más influyentes del punk español. Grabado y mezclado en los estudios Elkar de San Sebastián por Jean Phocas, para muchos es la obra maestra de Cicatriz, cuando todavía la heroína no había hecho mella en sus cuerpos y Natxo no necesitaba muletas para andar.
El sonido es punk con influencias de géneros como el hardcore, street punk, hard rock y heavy metal. Se inicia con una guitarra acústica tocada por el batería Pedro Landatxe en «En comisaria» para no dar descanso en todo el disco.
En este álbum, Pedro Landatxe (batería) dobló bastantes guitarras, dando muestras de que era un guitarrista frustrado, ya que su sueño siempre fue pasar a la guitarra y que Cicatriz buscase otro batería, cosa que nunca sucedió debido a la seguridad que Pedro transmitía a la banda en directo. En los posteriores discos, con la entrada de Goar Iñurrieta a la guitarra, no fue necesario que doblase más guitarras.
En la reedición en CD se incluyeron dos canciones que Cicatriz habían grabado para el llamado «Disco de los cuatro» (1985), que compartieron junto a Kortatu, Jotakie y Kontuz-Hi!: «Escupe» y «Enemigo público» (que en el «disco de los cuatro» apareció como «Aprieta el gatillo»). «Cuidado Burócratas» también apareció en el "Disco de los cuatro", pero era una grabación nueva.

## Lista de canciones
| Álbum original, 1986 1. «En comisaria» (Etxebarrieta, Landatxe, Rodrigo) 2. «Inadaptados» (Eguizabal, Landatxe) 3. «Fuck Furcias» (Landatxe, Rodrigo) 4. «Esto saldrá bien» (Landatxe, Dieguillo) 5. «Hoy en un hogar» (Landatxe, Dieguillo) 6. «Desobediencia» (Landatxe, Dieguillo) 7. «Txota» (Etxebarrieta, Landatxe) 8. «Cuidado burócratas» (Eguizabal, Landatxe) 9. «Horacio» (Landatxe, Hilario) 10. «Reggae de vomito» (Landatxe) 11. «Botes de humo» (Eguizabal, Landatxe) 12. «Goma 2» (Eguizabal, Pescadilla, Landatxe) 13. «Sacrilegio» (Cicatriz) 14. «Rock N Roll» (Cicatriz) | Reedición en CD, 1998 1. «En comisaria» 2. «Inadaptados» 3. «Fuck Furcias» 4. «Esto saldrá bien» 5. «Hoy en un hogar» 6. «Desobediencia» 7. «Txota» 8. «Cuidado burocratas» 9. «Horacio» 10. «Reggae de vomito» 11. «Botes de humo» 12. «Goma 2» 13. «Sacrilegio» 14. «Rock N Roll» 15. «Escupe» (Eguizabal, Landatxe) 16. «Enemigo público» (Eguizabal, Landatxe) |

## Personal
- Natxo Etxebarrieta: voz.
- José Arteaga "Pepin": guitarra y coros.
- Pedro Landatxe: batería, guitarra y coros
- Pakito Rodrigo: bajo y coros.

### Personal adicional
- Josu Zabala: productor, piano en «Goma 2».
- Dieguillo, Carlitos, y Chivo: coros

## Personal técnico
- Jean Phocas: técnico de sonido
- Juanjo Eguizabal: diseño de portada y contraportada y autor de algunas letras.

- Datos: Q3312370